# Somoza (Puebla de Trives)
Somoza (llamada oficialmente San Miguel de Somoza) es una parroquia y una aldea del municipio español de Puebla de Trives, en la provincia de Orense, Galicia.

## Organización territorial
La parroquia está formada por dos entidades de población:
- Anagaza (A Anagaza)
- Somoza

## Demografía

### Parroquia
| Gráfica de evolución demográfica de Somoza (parroquia) entre 2000 y 2023 |
|                                                                          |
| Datos según el nomenclátor publicado por el INE.                         |

### Lugar
| Gráfica de evolución demográfica de Somoza (lugar) entre 2000 y 2023 |
|                                                                      |
| Datos según el nomenclátor publicado por el INE.                     |